# 5430 Luu
Luu (asteroide 5430, com a designação provisória 1988 JA1) é um asteroide da cintura principal, a 1,8384067 UA. Possui uma excentricidade de 0,2226648 e um período orbital de 1 328,46 dias (3,64 anos).
Luu tem uma velocidade orbital média de 19,36761407 km/s e uma inclinação de 23,89032º.
Este asteroide foi descoberto em 12 de Maio de 1988 por Carolyn Shoemaker.
O seu nome é uma homenagem à astrónoma vietnamita Jane Luu.